# Egbert van ’t Oever
Egbert Jan van ’t Oever (* 15. Juli 1927 in Lisse; † 5. Oktober 2001 ebenda) war ein niederländischer Eisschnellläufer.
Van ’t Oever nahm von 1951 bis 1956 an internationalen Wettbewerben teil. Dabei kam er bei den Olympischen Winterspielen 1952 in Oslo jeweils auf den 19. Platz über 10.000 m und 5000 m. In den folgenden Jahren holte er im Jahr 1954 seinen einzigen Meistertitel bei niederländischen Meisterschaften im Mehrkampf und lief bei der Mehrkampfeuropameisterschaft 1955 in Falun auf den 20. Platz im Großen Vierkampf. International startete er letztmals bei den Olympischen Winterspielen 1956 in Cortina d’Ampezzo, wo er den 25. Platz über 10.000 m errang. Nach seiner Karriere war er als Trainer unter anderen für Yvonne van Gennip tätig.

## Persönliche Bestleistungen
| Disziplin | Zeit        | Datum           | Ort         |
| --------- | ----------- | --------------- | ----------- |
| 500 m     | 45,0 s      | 22. Januar 1956 | Misurinasee |
| 1000 m    | 1:31,7 min  | 22. Januar 1956 | Misurinasee |
| 1500 m    | 2:22,7 min  | 16. Januar 1955 | Oslo        |
| 3000 m    | 4:56,6 min  | 22. Januar 1956 | Misurinasee |
| 5000 m    | 8:27,8 min  | 22. Januar 1955 | Hamar       |
| 10.000 m  | 17:37,7 min | 31. Januar 1956 | Misurinasee |